# فرودگاه وکله
فرودگاه وکله (به انگلیسی: Welke Airport)  یک فرودگاه همگانی باربری  است که یک باند فرود آسفالت دارد و طول باند آن ۷۶۶ متر است. این فرودگاه در  کشور ایالات متحده آمریکا قرار دارد و در ارتفاع ۲۰۲ متری از سطح دریا واقع شده است.